# Laphria contristans
Laphria contristans är en tvåvingeart som beskrevs av Hobby 1948. Laphria contristans ingår i släktet Laphria och familjen rovflugor.
Artens utbredningsområde är Kongo. Inga underarter finns listade i Catalogue of Life.